# Helmut Willmann

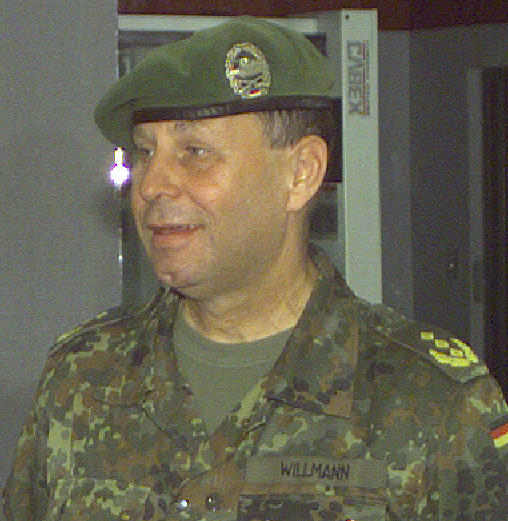
Helmut Willmann (1997)

Helmut Willmann (* 10. März 1940 in Konstanz) ist ein Generalleutnant a. D. des Heeres der Bundeswehr. Er diente zuletzt von 1996 bis 2001 als Inspekteur des Heeres.

## Militärische Laufbahn
Nachdem Willmann sein Abitur am Donaueschinger Fürstenberg-Gymnasium abgelegt hatte, trat er 1959 als Offizieranwärter in den Dienst der Bundeswehr. Seine Offizierausbildung absolvierte er in der Panzergrenadiertruppe beim Panzergrenadierbataillon 293 in Immendingen.
Von 1961 bis 1971 diente er in Wetzlar in der Panzergrenadierbrigade 13, um anschließend bis 1973 die Generalstabsausbildung an der Führungsakademie der Bundeswehr in Hamburg zu absolvieren. Nach dieser Weiterbildung wurde er nach Bonn ins Bundesministerium der Verteidigung versetzt und diente dort von 1974 bis 1976 als Referent für langfristige Planung im Führungsstab des Heeres unter der Leitung von Generalleutnant Horst Hildebrandt. Nach dieser Ministerialverwendung wurde Willmann nach Rendsburg versetzt und diente bis 1979 im dortigen NATO-Stab der Alliierten Landstreitkräfte Schleswig-Holstein und Jütland als Planungsoffizier (G3).
Ab 1979 übernahm Willmann in Westerburg für drei Jahre das Kommando über das Panzergrenadierbataillons 152. Von 1981 bis 1982 diente er in Diez als Planungs- und Ausbildungsoffizier (G3) im Generalstab der 5. Panzerdivision unter Generalmajor Götz Mayer. Anschließend wurde er abermals nach Bonn versetzt und leitete dort von 1982 bis 1985 im Führungsstab der Streitkräfte unter den Generalinspekteuren Jürgen Brandt und Wolfgang Altenburg das Referat für langfristige Planung.
Vom Oktober 1985 bis zum März 1988 übernahm Willmann dann wieder ein Truppenkommando, diesmal die Panzergrenadierbrigade 5 in Homberg. Danach diente er bis 1990 im Führungsstab des Heeres unter Generalleutnant Henning von Ondarza als Stabsabteilungsleiter I und war damit zuständig für Personalangelegenheiten sowie Ausbildung- und Organisationsfragen. Nach dem Fall der Berliner Mauer übernahm Willmann vom 1. Oktober 1990 bis zum 31. März 1993 in Unna das Kommando über die 7. Panzerdivision. Anschließend übernahm er in Mönchengladbach für nur sechs Monate den NATO-Posten des Chefs des Stabes der Northern Army Group (NORTHAG) unter dem Kommando des britischen Generals Sir Charles Guthrie. Während dieser Zeit wurde die Heeresgruppe im Juni 1993 aufgelöst.
Am 1. Oktober 1993 übernahm Willmann, zum Generalleutnant ernannt, als erster Kommandierender General das Eurokorps im französischen Straßburg und führte dies bis 1996. Zurück in Deutschland wurde er am 6. Februar zum Inspekteur des Heeres ernannt und blieb bis zu seiner Pensionierung am 28. März 2001 in diesem Amt.
In seiner Funktion als Heeresinspekteur strukturierte Willmann das deutsche Heer von einer Friedensarmee in eine Einsatzarmee um. Im Rahmen der Heeresstrukturreform „Neues Heer für neue Aufgaben“ wurde die Kategorisierung der Heerestruppen in Hauptverteidigungskräfte (HVK) und Krisenreaktionskräfte (KRK) weiter vorangetrieben. Der Aufbau der Division Spezielle Operationen (DSO) mit dem unterstellten Kommando Spezialkräfte (KSK) und der Division Luftbewegliche Operationen (DLO) als Kernverbände der neuen Heeresstruktur ist maßgeblich auf Willmann zurückzuführen. Auch das „Allgemeine Militärische Ausdauertraining“ (AMILA) geht auf Willmann zurück, der so bereits im Juli 1996 der sinkenden körperlichen Leistungsfähigkeit der Soldaten entgegenwirken wollte.
Die deutsch-israelische militärische Zusammenarbeit wurde durch Willmann institutionalisiert. So werden bspw. seit 1999 jedes Jahr 15 deutsche Offizieranwärter nach Israel geschickt. Willmann, der enge Kontakte zur israelischen Generalität unterhält, wurde als erster nicht-israelischer Soldat mit einer ehrenvollen Erwähnung (Honorary Citation) – für Leistungen außerhalb des Kampfes – ausgezeichnet.
Helmut Willmann wurde 2001 mit dem Großen Bundesverdienstkreuz ausgezeichnet.

## Trivia
Willmann war durch seine stets hochgekrempelten Ärmel der Feldbluse bekannt und trug den Spitznamen „Tiger-Willi“.